# Perak
Perak (Jawi: ڨيرق) és un dels 13 estats de Malàisia. És el segon estat més gran de la península Malaia i voreja l'estat de Kedah i la província tailandesa de Yala al nord, Penang al nord-oest, Kelantan i Pahang a l'est, Selangor al sud i l'Estret de Malaca a l'oest.
Perak vol dir plata en Malai. El nom ve probablement del color platejat de l'estany. Els anys 1890, Perak, amb els dipòsits al·luvials més rics d'estany al món era una de les joies a la corona de l'Imperi Britànic. Tanmateix, alguns diuen que el nom deriva del fet que els peixos a l'aigua brillen una mica. El nom àrab honorífic de l'estat és Darul Ridzuan, la Terra de la Gràcia.
Ipoh, la capital estatal de Perak, destaca històricament per a les seves activitats de mineria d'estany fins a la caiguda del preu, que ha afectat severament l'economia estatal. La capital reial, tanmateix, és a Kuala Kangsar, on el palau del soldà de Perak està situat.

## Història
Les llegendes parlen d'un regne hindú anomenat Gangga Negara al nord-oest de Perak. Les descobertes arqueològiques indiquen que Perak fou habitat des de temps prehistòrics.
La història moderna de Perak començà amb la caiguda del sultanat de Malaca (Melaka). El fill gran de l'últim soldà de Melaka (soldà Mahmud Shah), Raja Muzaffar Shah, que fugia de la conquesta portuguesa de 1511, va stablir la seva pròpia dinastia als bancs del Sungai Perak (riu Perak) el 1528. Com l'àrea de Perak era extremadament rica en estany, era sota amenaça gairebé contínua de poders de fora.

### El colonialisme holandès

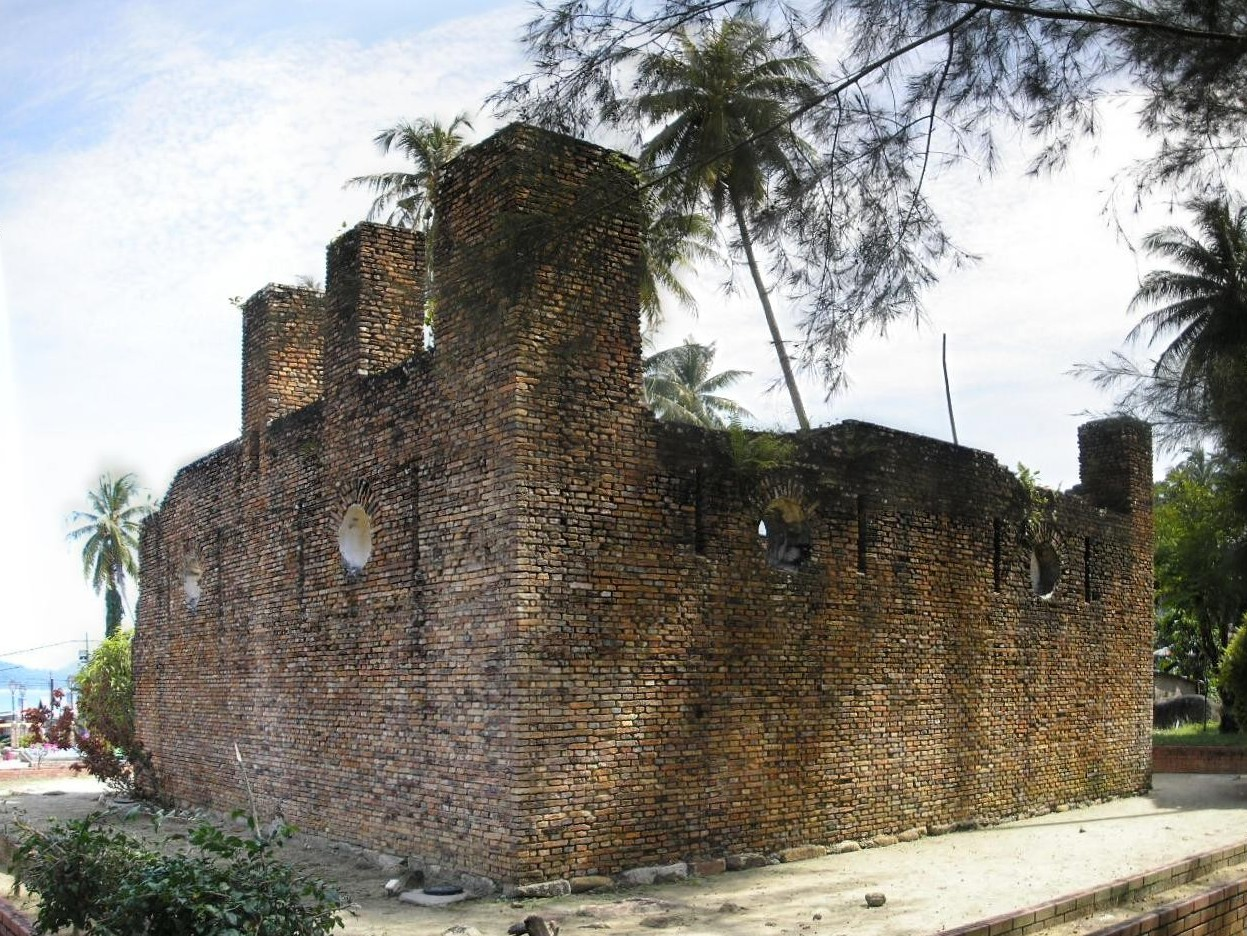
Les ruïnes del Fort Holandès a l' Illa Pangkor

Els neerlandesos van intentar monopolitzar el comerç de l'estany al segle xvii, i construïren forts a la boca del riu Perak i a Pulau Pangkor.
La història de l'arribada holandesa a Perak començà el 1641, quan capturaren els estrets de Malaca per controlar immediatament el comerç de l'estany i les espècies. Els neerlandesos intentaven monopolitzar el comerç de l'estany a Perak influint sobre Sultan Muzaffar Shah, el soldà, però no reeixiren. Llavors van busca l'ajut de Sultanah Tajul Alam Safiatuddin, el soldà d'Aceh, per obtenir permís per comerciar amb Perak. Els esdeveniments obligaren al soldà de Perak a signar el tractat, que permetia als holandesos construir la seva factoria a Kuala Perak el 15 d'agost de 1650, cosa que va provocar insatisfacció entre l'aristocràcia de Perak. El 1651, Temenggung i la gent de Perak atacaren i destruïren la factoria holandesa. Els neerlandesos van haver de marxar de la seva base a Perak.
El 1655, els holandesos enviaren un representant a Perak per renovar l'acord anterior i buscar compensacions per la pèrdua de la seva factoria. Perak tanmateix no va complir el tractat i van quedar assetjats pel neerlandesos. En venjança, la gent de Perak amb Aceh i Ujung Salang, llançaren un atac per sorpresa contra els holandesos que foren expulsats. El 1670, els holandesos retornaren a Perak per construir Kota Kayu, ara coneguda com a Kota Belanda ("Fortalesa Holandesa"), a l'Illa Pangkor. Perak va acceptar la construcció d'aquesta factoria a causa de notícies que el regne de Siam estava atacant l'estat. No obstant això, el 1685, una vegada més Perak atacava els holandesos de l'Illa Pangkor i els forçava a retirar-se i tancar els seus quarters. Els holandesos intentaren negociar un nou tractat però no se'n van sortir.

### Colonialisme britànic

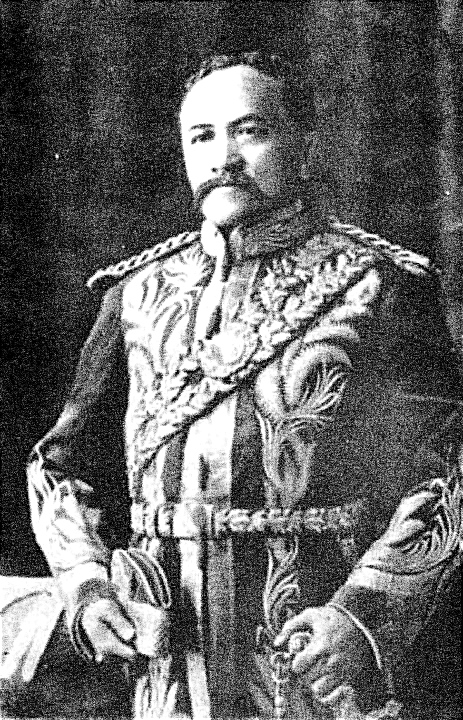
Sultan Abdullah de Perak

Al segle xix, els bugis, acehnesos, i siamesos intentaren tots envair Perak. El 1816 Siam hi va imposar la sobirania (fins a 1874). Només la intervenció britànica el 1820 va impedir a Siam annexionar Perak. Encara que els britànics eren inicialment reticents establir una presència colonial a la península Malaia, la inversió creixent a les mines d'estany portava una gran afluència d'immigrants xinesos, incloent-hi Foo Ming, que formaren grups de clan rivals aliat amb caps malais i gàngsters locals, tot els quals lluitaven per controlar les mines. El sultanat de Perak, implicat en una lluita de successió prolongada, era incapaç de mantenir l'ordre.
Al seu llibre The Golden Chersonese and The Way Thither (1892) la viatgera i aventurera victoriana Isabella Lucy Bird (1831-1904) descriu com es Raja Muda Abdullah (com llavors s'anomenava) es va demanar ajut al seu amic a Singapur, Tan Kim Ching. Aquest, juntament amb un comerciant anglès a Singapur, redactà una carta al governador Andrew Clarke que Abdullah va signar. La carta expressava el desig d'Abdullah de posar Perak sota protecció britànica, i "tenir un home d'habilitats suficients per mostrar-li un bon sistema de govern". El 1874, el governador de les Colònies de l'Estret Andrew Clarke convocava una reunió a Pulau Pangkor, en el qual el soldà Abdullah fou instal·lat al tron de Perak en preferència al seu rival, Sultan Ismail. Aquest Tractat de Pangkor (20 de gener de 1874) també exigia que el soldà de Perak havia d'acceptar un resident britànic, un càrrec dotat de poders administratius amplis. El 1875, els diversos caps de Perak assassinaren al resident britànic James W. W. Birch, ocasionant la breu guerra de Perak de 1876. El soldà Abdullah fou exiliat a les Seychelles, i els britànics instal·laren un governant nou. El nou resident nou, Sir Hugh Low, era versat en la llengua malaia i en les costums locals, i demostrà que era un administrador força capaç. També va introduir els primers arbres del cautxú a Malaia.
En 1 de juliol de 1896, Perak fou reunit a Selangor, Negeri Sembilan i Pahang per formar els Estats Malais Federats. El 1935 se li va agregar el districte dels Dindings que depenia de Penang. El sistema de resident britànic va persistir excepte durant l'ocupació japonesa (26 de desembre de 1941 a 12 de setembre de 1945). Després de la guerra el 1946 va formar part (1 d'abril de 1946) de la Unió Malaia esdevinguda Federació Malaia el 1948. Perak com a component d'aquesta federació va esdevenir independent el 31 d'agost de 1957.

## Administració

### Monarquia Constitucional

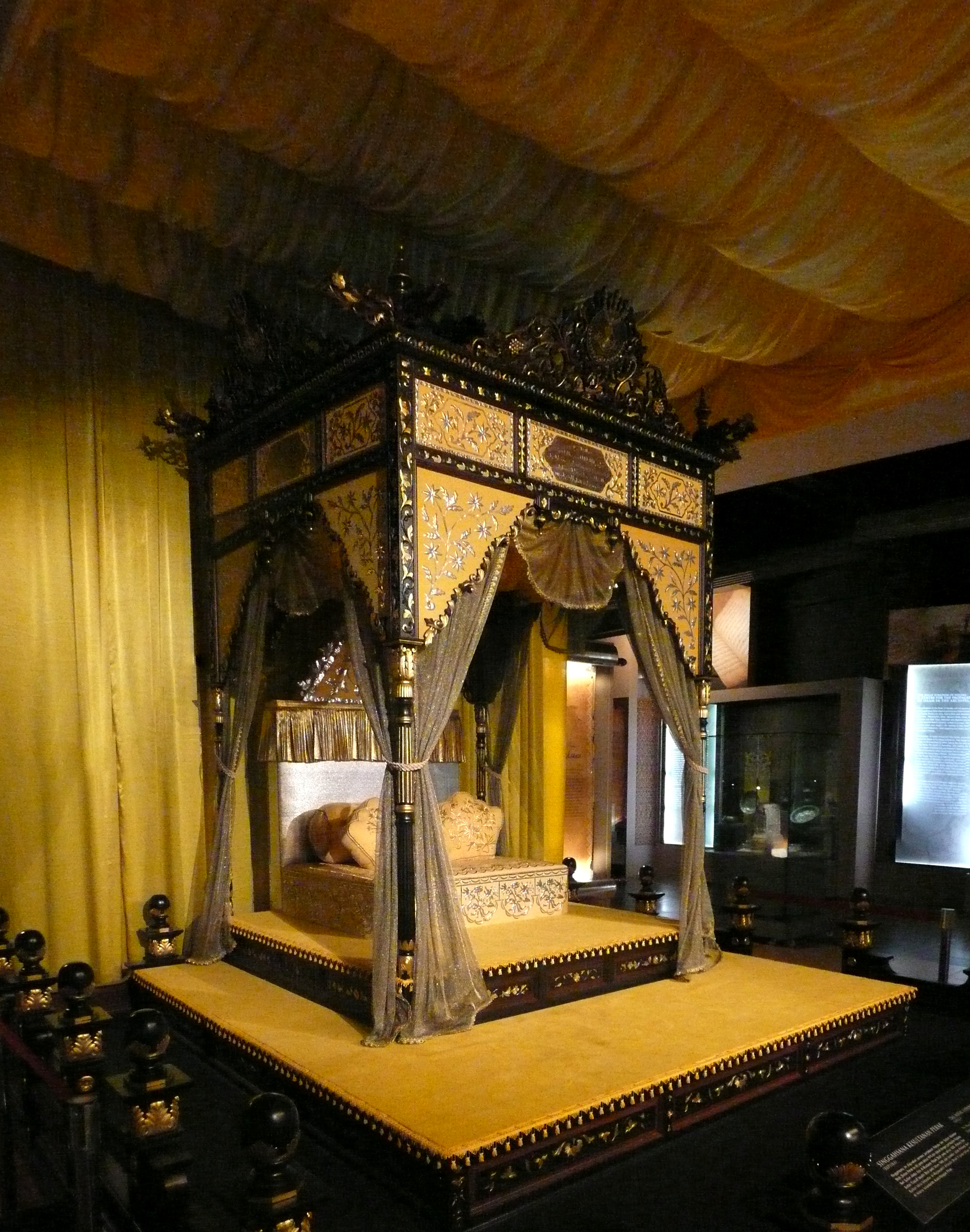
Tron reial de Perak

Sota les lleis i la Constitució de Perak, aquest estat és una monarquia constitucional, amb un governant hereditari constitucional. El soldà actual és Azlan Muhibbuddin Shah, que era el novè Yang di-Pertuan Agong de Malàisia i anteriorment el President de la Cort Suprema de Malàisia.
El soldà hereditari és Sultan Azlan Muhibbuddin Shah ibni Almarhum Sultan Yussuf Izzuddin Shah Ghafarullahu-Lahu, qui és el novè Yang di-Pertuan Agong de Malàisia i president en cap de la Suprema Cort de Malàisia. El seu primer ministre o Menteri Besar és Dato' Seri Diraja Tajol Rosli bin Mohd Ghazali del Barisan Nasional, de professió mestre.

### Govern Estatal
Després que la coalició de l'oposició va obtenir la victòria a Perak a les eleccions generals de 2008, però Mohammad Nizar Jamaluddin del Partit Islàmic Pan-Malai (PAS) fou nomenat com a Menteri Besar (ministre Principal) de l'estat, tot i que el Partit d'Acció Democràtica (DAP) tenia més escons al Parlament; d'acord amb la constitució el Menteri Besar ha de ser un musulmà excepte especial designació del sultà, i el PAS era de base xinesa i no tenia cap musulmà entre els seus electes. En insistir el sultà a nomenar un musulmà, el primer ministre va haver de ser triat entre els electes del Parti Keadilan Rakyat (PKR) o del PAS, que van haver de formar coalició amb el DAP. El 3 de febrer de 2009, el Barisan Nasional, el partit que governava a nivell de tota Malaísia, va obtenir el control sobre el govern estatal, després de les desercions de tres electes del Pakatan Rakyat. El Mentere Besar amb el suport del Pakatan Rakyat es va negar a dimitir i va manifestar que el seu govern encara era el legal fins a ser deposat a través d'un vot de confiança o noves eleccions. Després de diverses disposicions, protestes, i detencions, el 7 de maig va agafar el control però el seu govern fou declarat il·legal per la Cort Suprema de Kwala Lumpur, que va invalidar la validesa del govern Barisan Nasional, provocant una crisi constitucional (11 de maig de 2009). La Cort Suprema va restaurar el govern anterior. El mateix dia la Cort d'Apel·lacions suspenia la decisió de la Cort Suprema fins a un nou judici de la Cort d'Apel·lació, i el 22 de maig de 2009 aquesta va determinar reconèixer el poder al Barisan Nacional.

### Divisions administratives
Perak es divideix en 10 districtes administratius que es divideixen en Consells municipals (administració local). Segueix una llista dels 10 districtes administratius en termes de població.
| Rank | Districtes              | Població 2009 |
| ---- | ----------------------- | ------------- |
| 1    | Kinta                   | 846,300       |
| 2    | Larut & Matang i Selama | 320,100       |
| 3    | Manjung                 | 239,400       |
| 4    | Hilir Perak             | 232,800       |
| 5    | Kerian                  | 196,500       |
| 6    | Batang Padang           | 191,900       |
| 7    | Kuala Kangsar           | 176,000       |
| 8    | Perak Tengah            | 116,500       |
| 9    | Ulu Perak               | 114,900       |
| 10   | Kampar                  | 98,534        |

### Mapa
Cal notar que els districtes de Kerian i de Larut & Matang i Selama, estan intercanviats al mapa a la dreta.

## Demografia
Abans fou l'estat més populós de Malàisia, però actualment Perak encara s'ha de recuperar d'un alentiment econòmic provocat per la decadència en la mineria de l'estany. La dèbil economia ha conduït a un trasllat massiu de la mà d'obra a estats de creixement més alt com Penang, Selangor i el Territori Federal de Kuala Lumpur. La població de Perak té un índex anual de creixement d'un 0,4%.
- 2001 - 2.051.236
- 2006 - 2.283.000
- 2010 - 2.258.428[4] (cens oficial del 2010)

La composició ètnica del 2001 era:
- Bumiputera (1.101.105 o 53,68%)
- Xinesos (643.129 o 31,35%)
- Indis (262.121 o 12,78%)
- Altres (6.536 o 0,32% dels quals 2.080 tailandesos)
- Non ciutadans (38.345 o 1,87%)[5]

I el 2010:
- Bumiputera - 1,360.506 o 55,74%
- Xinesos - 702.170 o 28,77%
- Indis - 296.600 o 12,15%
- Altres - 8.842 o 0,36%
- Non ciutadans - 72.751 o 2,98%

## Geografia
Perak cobreix una àrea de 21.035 km², constituint un 6,4 per cent de les terres totals de Malàisia. És el segon estat malai més gran a la Península de Malaia, i el quart en tota Malàisia.
Els clima de Perak és càlid i amb molt de sol al de dia, mentre que les nits són fresques tot l'any, amb pluges ocasionals als vespres. La temperatura és bastant constant, és a dir, des de 23 °C a 33 °C, amb la humitat sovint més d'un 82,3 per cent. Les precipitacions anuals són de 3.218 mm.

## Economia
Perak era un dels estats més rics de Malàisia durant el període colonial de Malaia, mentre molts dels jaciments de Malaia se situaven aquí. La indústria de l'estany va florir sota els auspicis dels britànics durant la Revolució Industrial en curs llavors. La indústria de l'estany en conjunt va col·lapsar durant els anys 1980, forçant posteriorment el tancament de moltes mines d'estany locals esguerrant l'economia de Perak.
Aquesta volta d'esdeveniments portà el govern estatal local a diversificar la base de l'economia cap a fabricació basada en la mercaderia. A meitat del 1980 hi va haver una gran afluència d'empreses electròniques des de Taiwan cap als polígons industrials de Silibin i Jelapang, però aquestos s'han reubicat a la Xina durant els anys 1990 com a resultat de la subcontractació. Un centre de fabricació local anomenat Ciutat del Protó a Tanjung Malim s'ha desenvolupat amb l'establiment d'instal·lacions de fabricació de cotxes modernes, és el fabricant més gran de cotxes Protó. Tanmateix, l'economia mai s'ha recuperat plenament de la decadència de la indústria de l'estany.
L'agricultura és també una de les indústries principals de Perak, especialment pel que fa al cautxú i a l'oli de palma. El turisme és una indústria de creixement, ja que es donen atraccions naturals abundants a l'estat.
Perak vol convertir-se en el segon estat (després de Kelantan) a introduir el dinar d'or i el dírham de plata com moneda oficial.

## Transport

### Ferrocarril
El servei de ferrocarril està sofrint actualització amb l'adveniment de trens electrificats que circulen en vies dobles des de Kuala Lumpur fins a Ipoh. L'Estació d'Ipoh és una estructura que s'imposa en el centre de ciutat. Construït en l'estil Morisc, aquesta estructura blanca, sobrenomenat el Taj Mahal d'Ipoh, fou completada el 1935 per reemplaçar la barraca de la plataformes de ferrocarril original construïda el 1917. Es diu que l'Estació de Ferrocarril d'ipoh és la segona estació de ferrocarril més bonica a Malàisia després de Kuala Lumpur. Està situada a Jalan Panglima Bukit Gantang Wahab.

## Turisme
Hi ha uns quants llocs d'interessos a Perak, com la seva capital estatal, Ipoh, llegendaria per als seus fideus de seda en sopa anomenada 'Sar Hor Fun' i l'arros amb pollastre hainanès. Els pomelos Tambun són una altra atracció pels malais d'altres estats.
Kuala Kangsar, només 48 km al nord d'Ipoh, al riu Perak, és la ciutat reial de Perak. Està dominada per tres edificis: Istana Iskandariah, Istana Kenangan i la mesquita d'Ubudiah. L'Istana Iskandariah, situada en un turó que dona sobre el riu, és el palau del soldà de Perak. Istana Kenangan, que fou construïa com una residència provisional durant la construcció de l'Iskandariah, és coneguda per la seva bonica arquitectura. La mesquita d'Ubudiah és una estructura impressionant coberta amb una constel·lació de cúpules daurades brillants.
El Castell de Kellie està situat a Batu Gajah. Fou construït el 1915 i mai no es va completar, ja que el propietari William Kellie Smith va retornar a Anglaterra i va morir allà. Molts creuen que el castell té molts espais secrets i fins i tot un túnel ocult. Avui, s'obre com a atracció turística.
Accessible des de Lumut, l'Illa Pangkor manté una combinació d'assentaments de pesca pintorescos i platges blanques guarnides amb rica vegetació. Les aigües calentes són perfectes per a la natació i capbussament mentre l'atmosfera és relaxant. Molts recursos estan disponibles per a allotjament en aquesta popular illa.
Una aigua blanca descendent està localitzada a Perak a My Gopeng Resort (Gopeng). Molts van allí per fer baixades (rafting) a l'aigua blanca, coses amb les cascades, caminades per camps de flors i per la jungla, i molts altres esports d'aventura.

## Cuina
Lemang, una delicadesa malaia feta d'arròs enganxifós cuit en un tub de bambús sobre foc lent és menja durant les festivitats com Hari Raya Aidilfitri i la festa del sacrifici (Hari Raya Haji), especialment junt amb una mica de rendang. Alguns diuen que el lemang s'originà a partir de dels indígenes que couen el seu arròs utilitzant bambú.
Dúrio és una altra delicadesa popular malaia.

## Governants

### Sultans (Duli Yang Maha Mulia Maulana Paduka Sri Sultan dan Yang di-Pertuan Negara Perak Darur Ridzwan = Sultà i Cap d'Estat de Perak)
- Muzaffar I 1528-1549
- Mansur I 1549-1577
- Ahmad Tajuddin 1577-1584
- Tajul Ariffin 1584-1594
- Aladdin 1594-1603
- Mukaddam 1603-1619
- Mansur II 1619-1627
- Mahmud I 1627-1630
- Salehuddin 1630-1636
- Muzaffar II 1636-1653
- Mahmud I Iskandar Shah Auliaullahi bni al-Marhum Maulana Paduka Sri Sultan Muzaffar 1653-1720 (n. 1654 - + 1720)
  - Sultana Ratu Taj ul-Alam, Regent 1674-1675
- Aladdin Mughayat Riayat Shah ibni al-Marhum Raja Mansur 1720 - 1728 (+ 1728)
- Muzaffar Shah III Jalalullah ibni al-Marhum Raja Mansur 1728 - 1742 (+ 1754)
- Muhammad Shah Aminullah ibni al-Marhum Raja Mansur 1742 - 1750 (+ 1750)
- Muzaffar Shah III Jalalullah ibni al-Marhum Raja Mansur 1750 - 1754 (segona vegada)
- Iskandar Zukarnain Shah Kaharullah Khalifat ur-Rahman Johan Berdaulat Zillullahi fil-Alam ibni al-Marhum Sultan Muhammad Shah Amanullah 1754 - 1765 (+ 1765)
- Mahmud II Shah ibni al-Marhum Sultan Muhammad Shah Amanullah 1765 - 1773 (+ 1773)
- Aladdin Mansur Iskandar Muda Shah Khalifat ur-Rahman Sulong ibni al-Marhum Sultan Muhammad Shah Amanullah 1773 - 1792 (+ 1792)
  - Ahmadin Shah ibni al-Marhum Sultan Muhammad Shah, Regent 1786 - 1792 (+ 1806)
- Ahmadin Shah ibni al-Marhum Sultan Muhammad Shah 1792 - 1806
- Abdul Malik Mansur Shah ibni al-Marhum Sultan Ahmadin Shah 1806 - 1818 (+ 1825)
  - Raja Tajuddin ibni Sultan Abdul Malik Mansur Shah, regent 1818 - 1825
- Abdullah Muadzam Shah ibni al-Marhum Sultan Abdul Malik Mansur Shah 1825 - 1830 (+ 1830)
- Shahabuddin Riayat Shah ibni al-Marhum Raja Inu 1830 - 1851 (+ 1851)
- Abdullah Muhammad Shah I ibni al-Marhum Raja Inu 1851 - 1857 (+ 1857)
- Jaafar Safiuddin Muadzam Shah ibni al-Marhum Raja Ahmad 1857 - 20 Mar 1865 (+ 1865)
- Ali al-Mukammal Inayat Shah ibni al-Marhum Sultan Shahabuddin Riayat Shah 1865-1871 (+ 1871)
- Ismail Muabidin Riayat Shah ibni al-Marhum Syed Shaikh al-Khairat (+ 1889) 1871 - 1874
- Abdullah Muhammad Shah II ibni al-Marhum Sultan Jaafar Safiuddin Muadzam Shah 1874 - 1877 (n. 1842 - + 1922)
- Tuanku Yusuf Sharifuddin Mufdzal Shah ibni al-Marhum Sultan Abdullah Muhammad Shah, regent 1877 - 1887, sulta 11 de maig a 26 de juliol de 1887 (d. 1887)
- Tuanku Idris Murshidul Aadzam Shah ibni al-Marhum Raja Bendahara Alang Iskandar 1887 - 1916 (n. 1849 - + 1916)
- Tuanku Abdul Jalil Nasruddin Muhtaram Shah ibni al-Marhum Sultan Idris Murshidul Aadzam Shah 1916 - 1918 (+ 1918)
- Tuanku Iskandar Shah ibni al-Marhum Sultan Idris Murshidul Aadzam Shah 1918 - 1938 (n. 1881 - + 1938)
- Tuanku Abdul Aziz al-Mutasim Billah Shah ibni al-Marhum Raja Muda Musa 1938 - 1948 (n. 1887 - + 1948)
- Tuanku Yusuf Izzuddin Shah ibni al-Marhum Sultan Abdul Jalil Nasruddin Muhtaram Shah 1948 - 1963 (n. 1890 - + 1963)
- Tuanku Idris al-Mutawakkil Alallah Shah ibni al-Marhum Sultan Iskandar Shah Kadasaullah 1963 - 1984 (n. 1924 - + 1984)
- Tuanku Azlan Muhibuddin Shah ibni al-Marhum Sultan Yusuf Izzuddin Shah Ghafarullahu-Lah 1984 - (n. 1928)
  - Raja Nazrin, Regent 1989 - 1994 i 2008- (n. 1956)

### Ministres en cap (Menteri Besar)
- 1948 - 1957 Abdul Wahab bin Toh Muda Abdul Aziz (n. 1905 - + 1959)
- 1957 - 1960 Mohamed Ghazali bin Jawi (n. 1924)
- 1960 - 1964 Shaari bin Shafie (n. 1912)
- 1964 - 1970 Ahmad bin Said (n. 1919)
- 1970 - 1974 Kamaruddin bin Mohd Isa (n. 1930)
- 1974 - 1977 Mohamed Ghazali bin Jawi (segona vegada)
- 1977 - 1983 Wan Mohamed bin Wan Teh (n. 1929)
- 1983 - 1999 Ramli Ngah Talib (n. 1941)
- 1999 - 2008 Dato' Seri Mohd Tajol Rosli Ghazali (n. 1944)
- 2008 - 2009 Mohammad Nizar Jamaluddin (n. 1957)
- Febrer a maig de 2009 - 2009 Datuk Zambry Abdul Kadir (n. 1962)
- 11 a 12 de maig 2009 Datuk Seri Mohammad Nizar Jamaluddin (segona vegada)
- 2009 - Datuk Zambry Abdul Kadir (segona vegada)

### Residents britànics
- 1874 - 1875 James Wheeler Woodford Birch (n. 1826 - + 1875)
- 1875 - 1876 Frank Athelstane Swettenham (interí) (n. 1850 - + 1946)
- 1876 - 1877 James Guthrie Davidson
- 1877 - 1889 Hugh Low (n. 1824 - + 1905)
- 1889 - 1896 Frank Athelstane Swettenham (segona vegada)
- 1896 - 1901 Sir William Hood Treacher (n. 1849 - + 1919)
- 1901 - 1904 John Pickersgill Rodger (n. 1851 - + 1910)
- 1903 - 1904 Henry Conway Belfield (interí) (n. 1855 - + 1923)
- 1904 - 1911 Ernest Woodford Birch (n. 1857 - + 1929)
- 1908 Edward Lewis Brockman (interí) (n. 1865 - + 1943)
- 1910 Oliver Marks (interí)
- 1910 - 1911 Edward Lewis Brockman (interí)
- 1911 Henry Conway Belfield (segona vegada)
- 1911 - 1912 Oliver Marks (interí)
- 1912 William James Parke Hume (interí) (n. 1866 - + 1952)
- 1912 -1919 Reginald George Watson (n. 1862 - + 1926)
- 1914 - 1915 Oliver Marks (interí)
- 1916 - 1916 Oliver Marks (interí)
- 1919 - 1920 W. George Maxwell (n. 1871 - + 1959)
- 1920 - 1921 William James Parke Hume (interí) (segona vegada)
- 1921 - 1925 Cecil William Chase Parr (n. 1871 - + 1943)
- 1923 F.A.S. McClelland (interí)
- 1925 - 1927 Oswald Francis Gerard Stonor (n. 1872 - + 1940)
- 1927 - 1929 Henry Wagstaffe Thomson (n. 1874 - + 1941)
- 1929 - 1930 Charles Walter Hamilton Cochrane (n. 1876 - + 1932)
- 1931 - 1932 Bertram Walter Elles (n. 1877 - + 1963)
- 1933 - 1939 Geoffrey Edmund Cator (n. 1884 - + 1973)
- 1939 - 1941 Marcus Rex (n. 1886 - + 1971)

### Governadors japanesos
- 1942 - 1943 Kubata Shun
- 194? - 1945 Takajiro
- 1945 Nomura
- 1945 Oda

### Comissionats-Residents Britànics
- 1945 - 1946 No consta
- 1946 - 1947 Adolphe Charles Jomaron (n. 1893 - + 1963)
- 1946 V. Champion de Crespigny (interí) (+ 1952)
- 1946 - 1947 Arthur Vincent Aston (interí) (n. 1896 - + 1981)
- 1947 - 1948 James Innes Miller (b. 1892 - + 19?)
- 1948 - 1951 John Graham Black (n. 1896 - + 19..)

1951 - 1955 I.W. Blelloch (n. 1901)
- 1953 Edwin Cyril Geddes Barrett (interí) (n. 1909)
- 1955 J.K. Creer (interí)

### Consellers britànics
- 1955 - 1956 I.W. Blelloch
- 1956 - 1957 No consta

## Galeria d'imatges

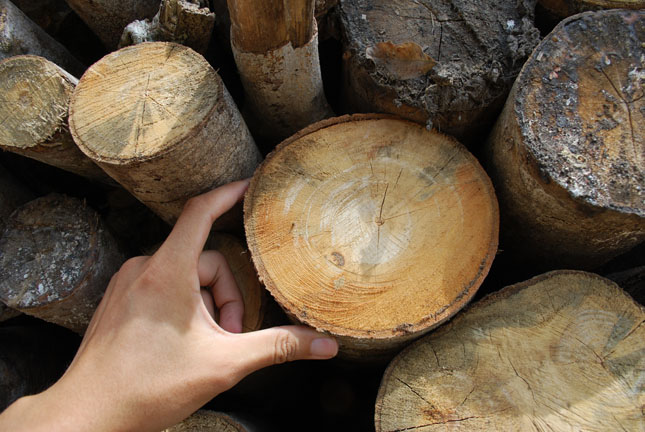
Manglar a Matang Charcoal Factory
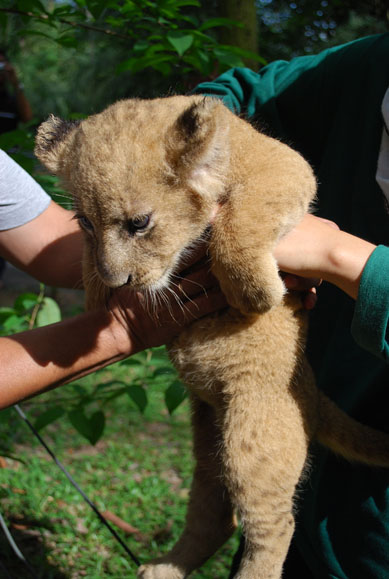
Un cadell lleó al zoo de Taiping, Perak
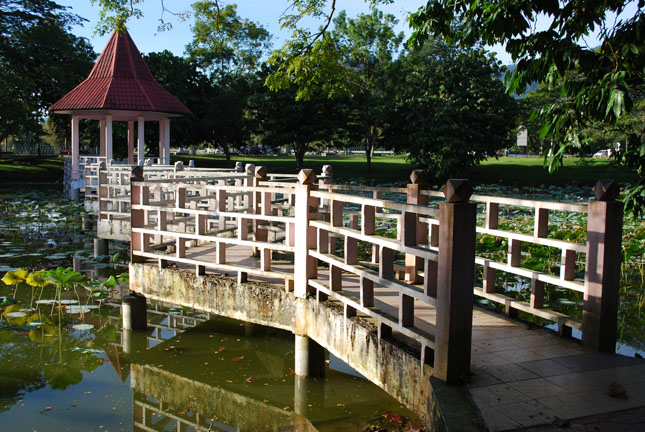
Pont de Zig-Zag a Taiping Lake Garden
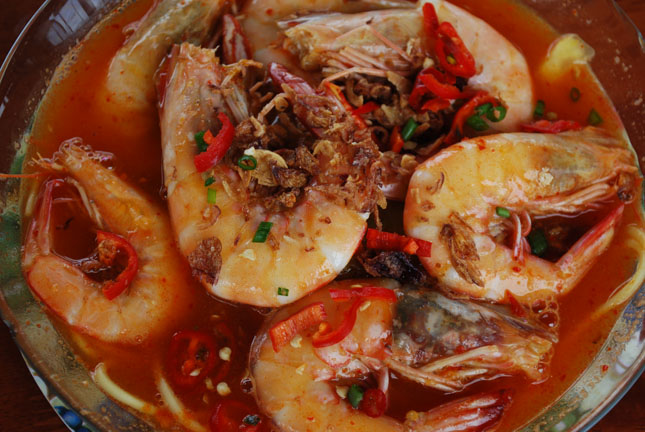
Un bol de Mee Udang (fideus de gamba)
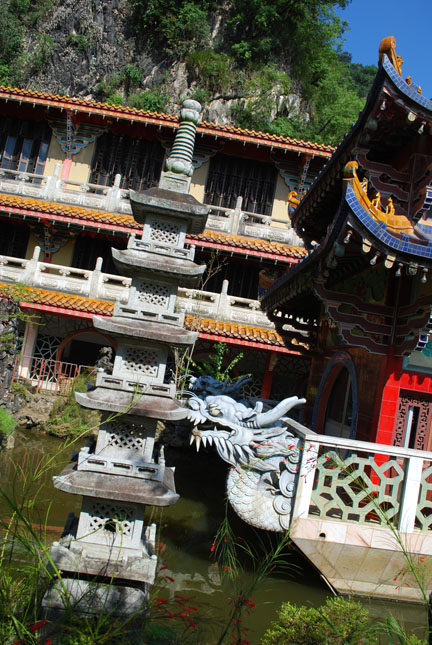
Temple de la Cova Sam Poh Tong a Ipoh.
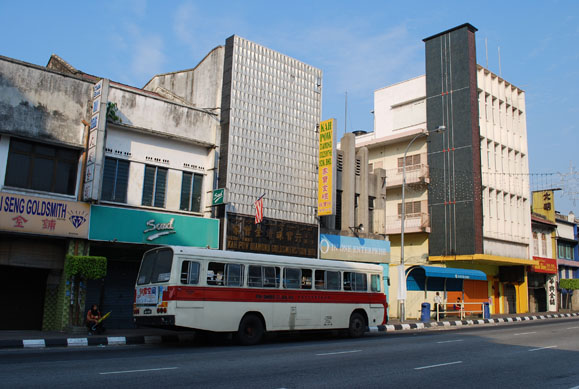
Vista de carrers d'Ipoh
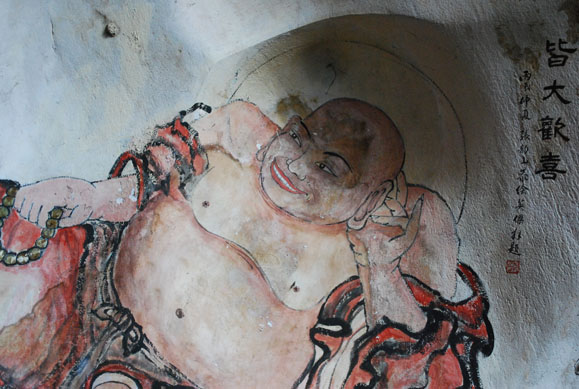
Pintura al Temple de la Cova de pedra calcària de Perak Tong
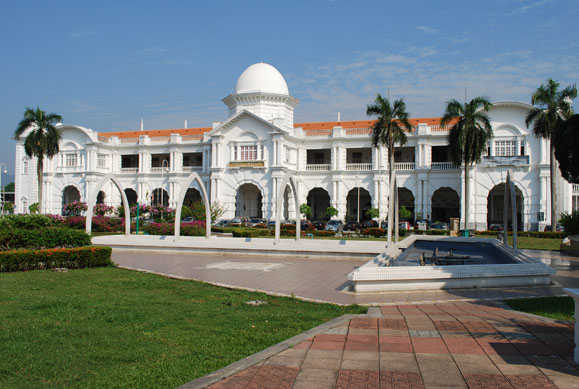
Estació de ferrocarril d'Ipoh a Perak